# ウズラバタンポポ
ウズラバタンポポ（Hieracium maculatum ）は、キク科・タンポポ亜科・ヤナギタンポポ属の多年草の一種。

## 分布
ヨーロッパを原産地とする。日本では1999年に神奈川県横浜市で、2006年に長野県岡谷市で野生化が確認されており、帰化植物となっている。

## 特徴
へら形の葉の長さは5-25cmほどで、紫黒色をしたウズラの卵模様の斑点が特徴である。花期は4-7月で、直径3-4cmほどの黄色い花をつける。